# Ionîne, Hluhiv
Ionîne (în ucraineană Іонине) este un sat în comuna Semenivka din raionul Hluhiv, regiunea Sumî, Ucraina.

## Demografie
Componența lingvistică a localității Ionîne
     Ucraineană (98,18%)
     Rusă (1,82%)
Conform recensământului din 2001, majoritatea populației localității Ionîne era vorbitoare de ucraineană (98,18%), existând în minoritate și vorbitori de rusă (1,82%).